# بیانیه جبهه اصلاحات ایران (مرداد ۱۴۰۴)
بیانیه جبهه اصلاحات ایران در ۲۶ مرداد ۱۴۰۴ و چند هفته پس از پایان جنگ ۱۲ روزه میان ایران و اسرائیل منتشر شد. این بیانیه خواستار اصلاحات گسترده در ساختار سیاسی و اقتصادی جمهوری اسلامی ایران است. در صدر این درخواستها، توقف غنی‌سازی اورانیوم و محدود کردن نقش سپاه پاسداران انقلاب اسلامی در حوزه نظامی قرار دارد. جبهه اصلاحات هشدار داد که بدون تغییرات اساسی، «کشور را به مسیر فروپاشی تدریجی سوق می‌دهد».

## پیشینه
در جریان جنگ ۱۲ روزه با اسرائیل، ایران متحمل تلفات سنگینی شد: ده‌ها تن از فرماندهان ارتش و سپاه پاسداران کشته شدند، چندین دانشمند هسته‌ای ترور شدند و زیرساخت‌های برنامه هسته‌ای و موشکی ایران آسیب جدی دید. این شکست‌ها در کنار بحران اقتصادی، کمبود آب و برق و انزوای بین‌المللی، جبهه اصلاحات ایران را بر آن داشت تا مسیر جدیدی ترسیم کرده و برای بقای کشور خواستار اصلاحات بنیادین شود.

## محتوای بیانیه
بیانیه جبهه اصلاحات، بر لزوم بازسازی اعتماد عمومی به حاکمیت تأکید کرده و راهکار آن را در اصلاحات گسترده برای ایجاد وحدت ملی، بازگرداندن حاکمیت به مردم، تقویت اقتصاد، مبارزه با فساد و بازسازی جامعه ایران دانسته است.
یازده محور اصلی بیانیه عبارت‌اند از:
۱. آزادی تمامی زندانیان سیاسی و از جمله، میر حسین موسوی و دکتر زهرا رهنورد، به‌منظور بازسازی اعتماد ملی و پایان دادن به سرکوبی سیاسی.
۲. تغییر گفتمان حکومتی و تمرکز بر رفاه و آسایش شهروندان، به جای درگیری‌های ایدئولوژیکی و بین‌المللی.
۳. انحلال و ساماندهی شوراها و نهادهای متعدد و غیرپاسخگو که در مدیریت کشور دخالت دارند.
۴. «بازگشت نیروهای نظامی به پادگان‌ها و خروج آنان از حوزه سیاست، اقتصاد و فرهنگ»، به معنای محدود شدن کامل نقش سپاه پاسداران در امور نظامی.
۵. بازنگری در رویکردها و سیاست امنیت داخلی و حفظ توان دفاع بازدارنده، در کنار کاهش نگاه امنیتی به جامعه و حذف نگاه گزینشی خودی و غیرخودی.
۶. اصلاح سازمان صدا و سیمای جمهوری اسلامی، لغو سانسور و گسترش آزادی بیان.
۷. اصلاحات قانون اساسی در زمینه حقوق زنان، با هدف حذف تبعیض ساختاری علیه آنان و پایان خشونت نظام با آنان.
۸. خارج کردن اقتصاد کشور از دخالتهای‌های بیجای حکومتی و ایجاد فرصت‌های برابر اقتصادی برای همه مردم و فراهم کردن بستر مناسب، برای سرمایه‌گذاران داخلی و خارجی.
۹. اصلاح سیاست خارجی ایران و تلاش برای آشتی و همبستگی میان ایرانیان داخل و خارج کشور.
۱۰. توقف غنی‌سازی اورانیوم و پذیرش نظارت آژانس بین‌المللی انرژی اتمی بر برنامه هسته‌ای، در برابر رفع تحریم‌های بین‌المللی و آغاز مذاکره با ایالات متحده برای عادی‌سازی روابط و بازسازی کشور.
۱۱. همکاری منطقه‌ای برای تقویت صلح و از جمله، همکاری با عربستان سعودی و حمایت از تشکیل کشور فلسطین.

## واکنشها
انتشار این بیانیه، بازتاب گسترده‌ای در داخل و خارج از ایران داشت:
- جریان‌های محافظه‌کار، این ابتکار را «تسلیم در برابر دشمنان» دانسته و مدعی شدند که یک چنین پیشنهادهایی، اصول انقلاب اسلامی را تضعیف می‌کند.[۴][۳]
- سخنگوی دولت اعلام کرد که «جایگاه دولت جایگاه دیگری است و طبیعتاً هر جبهه‌ یا حزبی که اظهارنظر می‌کند، نشانه‌ای از زنده بودن جامعه است».[۸]
- فعالان اصلاح‌طلب تأکید کردند که این بیانیه، آخرین زنگ بیدارباش برای جلوگیری از فروپاشی جمهوری اسلامی است.
- در عرصه بین‌المللی، رسانه‌های غربی، این بیانیه را نشانه‌ای از شکاف عمیق در درون حاکمیت ایران معرفی کرده اند.[۳][۶]